# Квалификације за Конкакафов златни куп 2015. (плеј-оф ФСК–УНКАФ)

Конкакафов златни куп 2015. (плеј-оф ФСК–УНКАФ) (енгл. 2015 CONCACAF Gold Cup qualification (CFU–UNCAF play-off)) је био квалификациони плеј-оф који се играо у две утакмице, код куће и у гостима. Утакмице су игране 25. и 29. марта 2015. године, како би се одредио коначни тим који се квалификовао за Златни куп Конкакафа 2015. У марту 2014. године потпредседник Конкакафа, Хорас Барел, објавио је да ће се петопласирани тимови са Купа Кариба 2014. и Купа Центроамерикане 2014. састати у плеј-офу.

## Преглед
Представник Карипског фудбалског савеза (КФС), Француска Гвајана, састао се у плеј-офу са репрезентативцем Централноамеричке фудбалске уније (УНКАФ) Хондурасом.
Магазин Фри кик који је објавио Конакакаф потврдио је да ће такмичење бити у две фазе.
Утакмице су се одиграле 25. и 29. марта 2015. током јединог међународног периода у ФИФА међународном календару утакмица. Утакмице су одигране након завршетка Купа Кариба 2014. и пре него што је планирано да почне Конкакафов златни куп 2015. Првобитно је било планирано да се утакмице одрже у јануару 2015. године.

## Квалификовани тимови
| Зона  | Позиција                              | Репрезентација    |
| ----- | ------------------------------------- | ----------------- |
| ФСК   | Куп Кариба 2014. пето место           | Француска Гвајана |
| УНКАФ | Копа Центроамерикана 2014. пето место | Хондурас          |

## Резиме
| Тим #1            | рез.  | Тим #2   | прва утакмица | друга утакмица |
| ----------------- | ----- | -------- | ------------- | -------------- |
| Француска Гвајана | 3 : 4 | Хондурас | 3 : 1         | 0 : 3          |

## Утакмице
| Француска Гвајана                            | 3 : 1    | Хондурас            |
| -------------------------------------------- | -------- | ------------------- |
| - Марвин Торвик 26’ - Слоун Прајват 27’, 62’ | Извештај | - Џери Бенгстон 18’ |

| Хондурас                                  | 3 : 0    | Француска Гвајана |
| ----------------------------------------- | -------- | ----------------- |
| - Енди Нахар 30’, 32’ - Ентони Лозано 45’ | Извештај |                   |

Хондурас је победио укупним резултатом 4 : 3 и квалификовао се за Конкакафов златни куп 2015..

## Стрелци
Укупно је постигнуто  7 голова у 2 утакмица, с просеком од 3.5 гола по утакмици.
2 гола
- Слон Прајват
- Енди Нахар

1 гол
- Марвин Торвик
- Џери Бенгстон
- Ентони Лозано